# Adolf Pilar von Pilchau

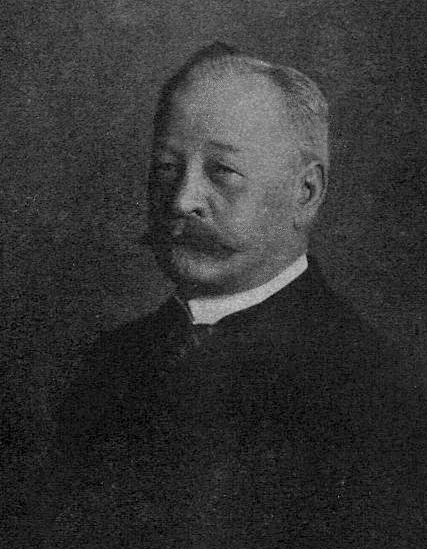
Adolf Konstantin Jakob Pilar von Pilchau

Adolf Konstantin Jakob Freiherr Pilar von Pilchau (* 11. Maijul. / 23. Mai 1851greg. in Audern, Gouvernement Livland; † 17. Juni 1925 in Pernau, Estland) war livländischer Landmarschall und deutsch-baltischer Politiker. 1918 war er Reichsverweser des kurzlebigen Baltischen Herzogtums.

## Leben

### Herkunft und Familie
Adolf Konstantin Pilar von Pilchau stammte aus dem deutsch-baltischen Adelsgeschlecht Pilar von Pilchau, die in Diensten der schwedischen und russischen Krone standen. Seine Eltern waren Fredrik Adolf Woldemar Baron Pilar auf Pilchau, Herr auf Audern (1814–1870) und Berta Johann Caroline von Ungern-Sternberg aus dem Hause Grossenhof  (1826–1903). Nach dem Tode seines Vaters wurde er 1870 Besitzer des Gutes Audern. 1881 mietete er das Gut Sauga. Beide Güter lagen in der damaligen Grafschaft Pernau, dem heutigen estnischen Landkreis Pärnumaa. Adolf Konstantin war mit Julie Olga Eugenie Gräfin von der Pahlen verheiratet, ihre Nachkommen waren:
- Adolf Constantin Baron Pilar von Pilchau (* 27. September 1885 in Sauga; † 17. Februar 1958 in Bremen)
- Olga Marie Pilar von Pilchau (28. November 1886), verheiratet mit Charles Wilhelm von Lilienfeld (1880–1932) in Gut Steinbach Oberbayern
- Friedrich Baron Pilar von Pilchau (1888–1914)
- Andreas Baron Pilar von Pilchau

### Werdegang
Adolf Konstantin Pilar von Pilchau studierte 1870 bis 1873 an der Kaiserlichen Universität Dorpat und begann seine politische Karriere 1876 als Richter im ersten Distrikt von Pernau. 1879 wurde er Stadtrat von Pernau (estnisch: Pärnu). Drei Jahre später wurde er Schatzmeister der Livländischen Ritterschaften. 1899 wurde er zum Landrat von Livland gewählt, eine damals hohe Position in der deutsch-baltischen Vereinigung.
Von 1908 bis 1918 diente er als Landmarschall von Livland und als Vorsitzender der Livländischen Ritterschaften. Von 1910 bis 1917 war er auch Mitglied in der Duma als Repräsentant der baltischen Provinzen.
Er war einer der Mitbegründer des kurzlebigen Versuchs einer Gründung des Vereinigten Baltischen Herzogtums, die am 12. April 1918 ausgerufen wurde, und Vorsitzender des Regentschaftsrates des Herzogtums der höchste Repräsentant desselben, in Vertretung von Adolf Friedrich zu Mecklenburg, der eigentlich die Krone des Herzogtums tragen sollte. Dazu kam es allerdings nie, da das Herzogtum am 28. November 1918 aufgelöst wurde.
Pilar von Pilchau flüchtete am 3. Januar 1919 ins Exil und lebte bis 1923 in Deutschland. Dann kehrte er nach Pärnu zurück, wo er zwei Jahre später starb.